# Tertiär
| Einteilung des Känozoikums |                                  |               |
| Systeme (traditionell) | Serien                           | Systeme (neu) |
| Quartär | Holozän 11.700 BP bis heute      | Quartär       |
| Quartär | Pleistozän 2.588 * bis 0.012 mya | Quartär       |
| Tertiär | Pliozän 5.333 bis 2.588 mya      | Neogen        |
| Tertiär | Miozän 23.03 bis 5.333 mya       | Neogen        |
| Tertiär | Oligozän 33.9 bis 23.03 mya      | Paläogen      |
| Tertiär | Eozän 56 bis 33.9 mya            | Paläogen      |
| Tertiär | Paläozän 66 bis 56 mya           | Paläogen      |
| * Im Jahr 2009 wurde das Gelasium durch einen Beschluss der ICS aus dem Pliozän ausgegliedert und ins Pleistozän gestellt, wodurch die Obergrenze des Neogens deutlich tiefer in der Zeit liegt als die traditionelle Obergrenze des Tertiärs (1,6 bis 1,8 mya). |                                  |               |

Das Tertiär war ein Erdzeitalter im Rang eines Systems (beziehungsweise einer Periode), das den älteren und weitaus längeren Abschnitt des Känozoikums (der Erdneuzeit) umfasste. Es begann am Ende der Kreidezeit vor 66 Millionen Jahren und dauerte bis zum Beginn des Quartärs vor 2,6 Millionen Jahren. Das Klima auf der Erde war im Tertiär wesentlich wärmer als heute. Nach dem Massenaussterben der großen Saurier und vieler anderer Tierarten am Ende der Kreidezeit entwickelte sich hauptsächlich im Tertiär die Tier- und Pflanzenwelt, wie wir sie heute kennen.
Die Bezeichnung Tertiär soll innerhalb der offiziellen geologischen Zeitskala nicht mehr gebraucht werden. In der Praxis (auch in der Lehre) wird sie aber oft noch verwendet. Die aktuelle Konvention teilt das Tertiär in zwei Zeitalter und verwendet die Begriffe Paläogen für das ältere (66 bis 23.03 mya) und Neogen für das jüngere (23.03 bis 2.588 mya).

## Klima
Das Klima des Tertiärs unterschied sich von dem des Quartärs durch die meist deutlich höheren globalen Durchschnittstemperaturen. Zu Beginn des Eozäns, vor rund 50 Millionen Jahren, stieg die globale Temperatur auf die höchsten Werte (ca. 30 °C) im gesamten Känozoikum („früheozänes Klimaoptimum“). Es herrschte ein ausgeprägtes Warmklima und die Polarregionen waren eisfrei. Im weiteren Verlauf des Eozäns wurden jedoch durch die plattentektonisch bedingte Wanderung der Kontinente („Kontinentaldrift“), speziell durch die zunehmende Isolierung des in die Südpolarregion gedrifteten Kontinents Antarktika von den übrigen Südkontinenten (vgl. → Gondwana), der globale Wärmetransport (vgl. → globales Förderband) verändert. Dies führte am Ende des Eozäns zu einer Abkühlung des Weltklimas und ab dem Oligozän, vor ca. 35 Millionen Jahren, vergletscherte Antarktika. Im frühen Miozän, vor etwa 20 Millionen Jahren, war Antarktika vollständig von einem Eispanzer bedeckt. Wenige Millionen Jahre später vereiste auch die Arktis.

## Gebirgsbildung
Vor circa 50 Millionen Jahren kollidierte die Indische Platte mit der Eurasischen Platte, wodurch das Himalayagebirge und das Hochland von Tibet entstanden (→ Plattentektonik).
Im Tertiär entstanden ganz oder teilweise auch weitere Gebirge: in Europa die Alpen, der Apennin, die Karpaten, die Pyrenäen und der Kaukasus, in Südamerika die Anden und in Nordamerika die Rocky Mountains. Die Gebirgsbildungen in Eurasien gingen einher mit der weitgehenden Schließung des Tethys-Ozeanes. Die zentralen Gebiete des östlichen Mittelmeers sowie des Schwarzen Meeres sind kleine Reste dieses ehemaligen Ozeanbeckens.

## Kontinentalverschiebung
Die Kontinentalverschiebung verlangsamte sich im Tertiär deutlich. Das ehemalige Gondwana brach auseinander. Australien, das damals an die Antarktis gebunden war, wanderte nordwärts. Dazwischen bildete sich ein tiefer ozeanischer Graben. Zwischen Nordamerika und Europa bzw. Nordamerika und Asien bestanden Landbrücken. Gegen Ende des Tertiärs verbanden sich Südamerika und Nordamerika zur heutigen Form.

## Fauna und Flora

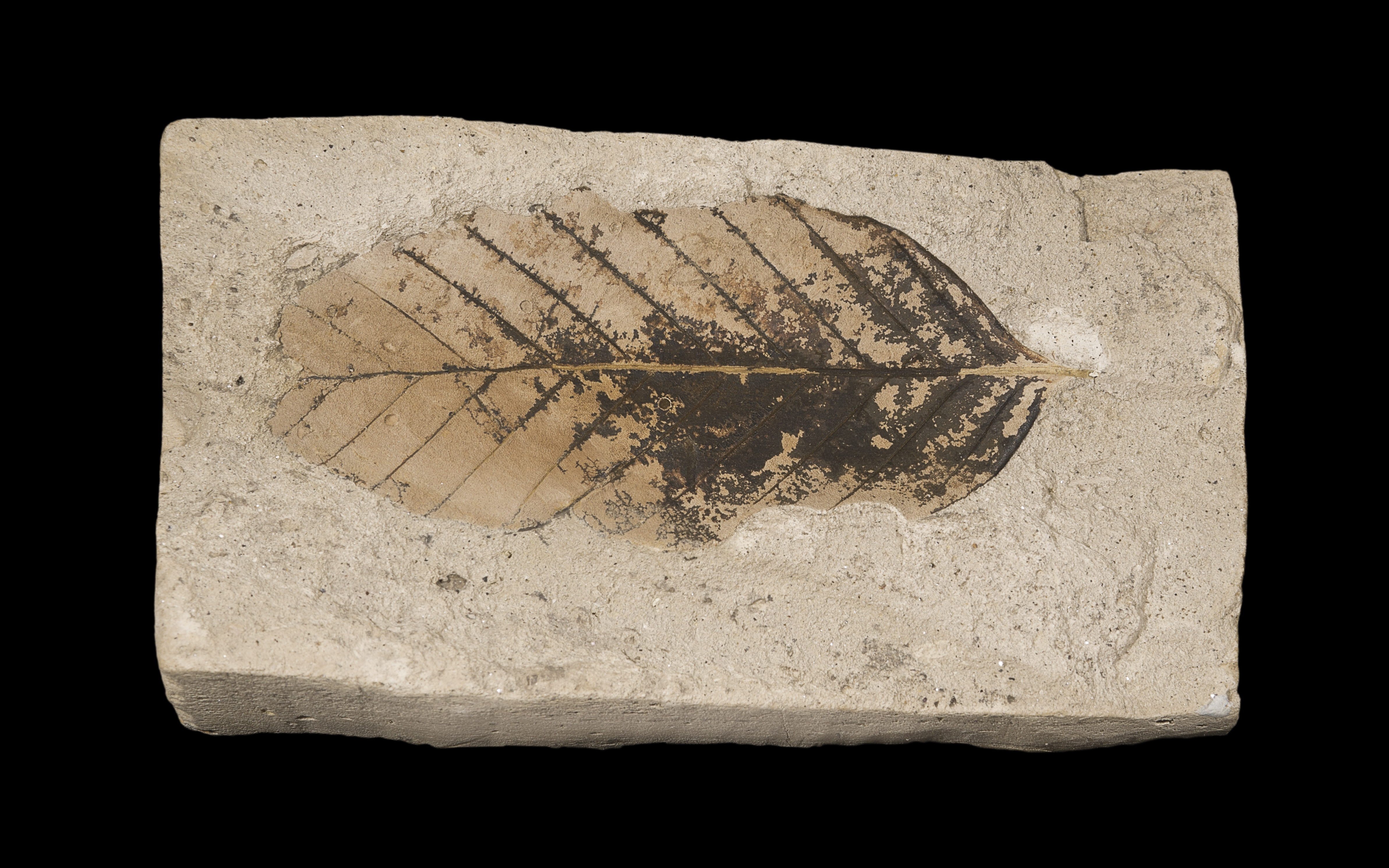
Ein etwa 3 Millionen Jahre altes fossiles Laubblatt einer Buche (Fagus pliocenica SAPORTA, 1873) aus einer Formation des späten Tertiär (Piacenzium, mittleres Pliozän) von Frankreich.

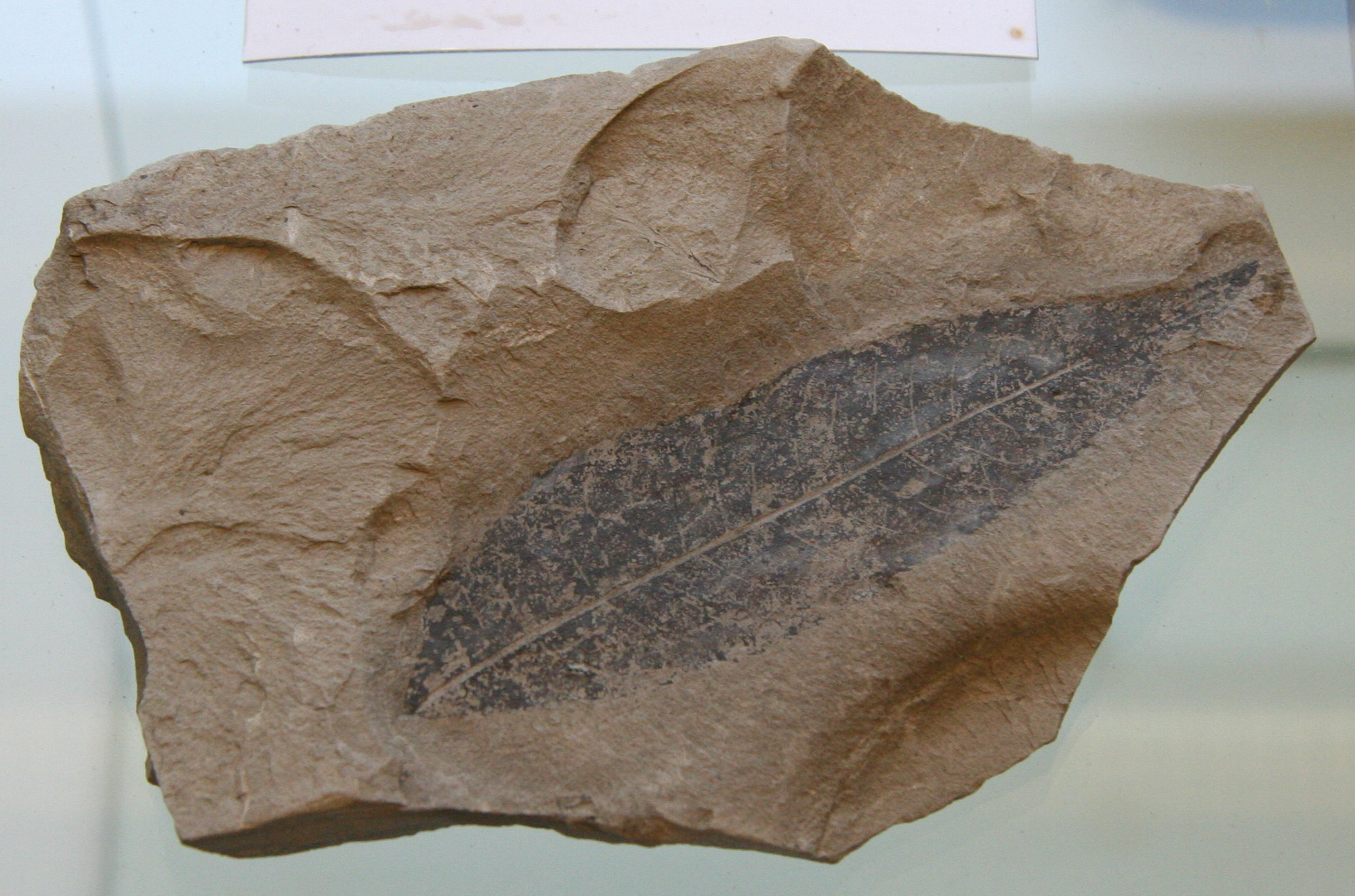
Fossiles Blatt von Carya serrifolia – einer tertiären Hickorynuss.

Das Tertiär ist die Zeitspanne zwischen dem Massenaussterben am Ende der Kreidezeit, von dem auch die großen Dinosaurier betroffen waren, und dem Beginn des jüngsten Eiszeitalters. Das Aussterben könnte Folge eines Meteoriteneinschlags, des sogenannten KT-Impakts (Kreide-Tertiär-Einschlag) sein. Zu Beginn der Periode lösten Säugetiere die Reptilien als dominante Tiergruppe ab. Jede Epoche des Tertiärs ist durch charakteristische Entwicklungssprünge unter den Säugetieren gekennzeichnet. Die frühesten erkennbaren Vorfahren des Menschen, die Hominoiden Proconsul und Australopithecus entwickelten sich. Die modernen Formen der Vögel, Reptilien, Amphibien, Fische und der Wirbellosen waren teils zu Beginn des Tertiärs schon herausgebildet oder entwickelten sich in seinem Verlauf. Die Meerestiere dagegen unterlagen – abgesehen von den Säugetieren – lediglich geringen evolutionären Veränderungen.
In der Endphase des Tertiärs, dem Pliozän, existierte schon der für die ursprünglichen mittel- und westeuropäischen Wälder charakteristische Buchenbestand.

## Terminologie und Nomenklatur
Die Bezeichnung Tertiär entstammt der Historischen Geologie, also der Beschreibung der Erdgeschichte, und wurde 1760 von Giovanni Arduino eingeführt. Er unterschied aufgrund seiner Beobachtungen geologischer Schichten in Oberitalien eine primäre (Basalte, Granite, Schiefer), sekundäre (fossile Kalkablagerungen) und tertiäre (jüngere Sedimentablagerungen) Epoche. Obwohl Arduino diese Dreiteilung ursprünglich nur zur Kennzeichnung unterschiedlicher Gesteinsformationen nutzte, wurde das System bald auch als zeitliches Raster verwendet. 1828 übernahm Charles Lyell diese Bezeichnung in sein eigenes, deutlich präziseres System. Er unterteilte das Tertiär anhand der prozentualen Anteile von fossilen Muschelschalenfunden in den jeweiligen Schichten in Eozän, Miozän, älteres und jüngeres Pliozän. Da diese Methode jedoch nur für die untersuchte Region der Alpen und der norditalienischen Ebene geeignet war, wurden in der Folgezeit bis heute zahlreiche weitere stratigraphische Kategorien eingeführt.
Das Tertiär wurde im Jahr 2000 aus der international gültigen und von der Internationalen Kommission für Stratigraphie herausgegebenen geologischen Zeitskala gestrichen. An seine Stelle traten das Paläogen (früher: Alttertiär) und das Neogen (früher: Jungtertiär) als Perioden im Känozoikum (Erdneuzeit).